# 恩丁根

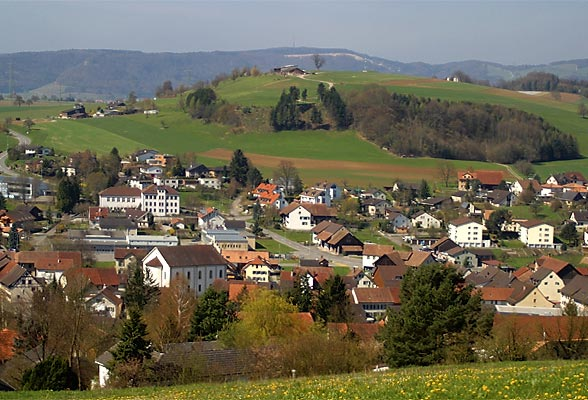

恩丁根是瑞士的城鎮，位於該國北部，由阿爾高州負責管轄，面積8.46平方公里，海拔高度383米，2012年人口2,043，一半人口信奉羅馬天主教，人口密度每平方公里241人。这里在历史上曾有一个犹太聚居区，但1920年左右，大部分搬离了。